# Taras-Schewtschenko-Boulevard
Der Taras-Schewtschenko-Boulevard (ukrainisch Бульвар Тараса Шевченка) ist ein Boulevard im Zentrum der ukrainischen Hauptstadt Kiew.

## Geschichte
Die mit Linden- und Kastanienbäumen bepflanzte Promenade wurde zwischen 1830 und 1840 angelegt und ist seit 1919 nach dem ukrainischen Nationaldichter Taras Schewtschenko benannt. Zuvor trug sie den Namen Bibikowskyj-Bulwar, nach dem Kiewer Generalgouverneur Dmitri G. Bibikow (Дмитрий Гаврилович Бибиков; 1792–1870).

## Lage
Der 1800 Meter lange Boulevard liegt im Rajon Schewtschenko im Zentrum der Stadt. Er beginnt beim Bessarabska-Platz, Ecke Chreschtschatyk und endet am Galizischen Platz, hinter dem er sich als Beresteiski-Prospekt fortsetzt.

## Bebauung

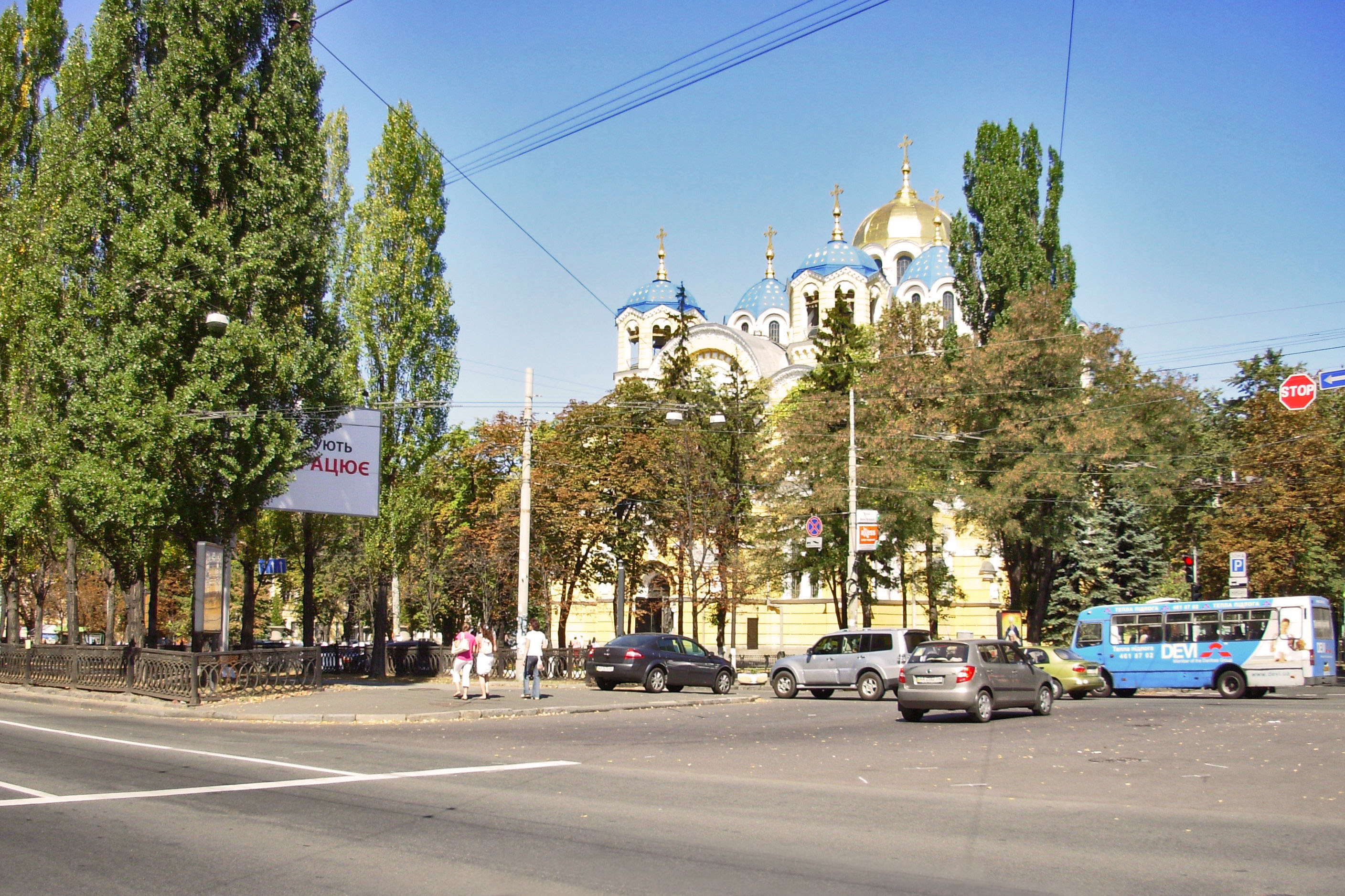
Wladimirkathedrale am Taras-Schewtschenko-Boulevard

An der Straße liegen zahlreiche Baudenkmäler und Museen wie das inzwischen gestürzte Lenindenkmal, das Nikolai Schtschors-Reiterstandbild, die Wladimirkathedrale, das Hauptgebäude der Pädagogischen Universität, das Gelbe Gebäude der Universität Kiew, das Nationale Museum Taras Schewtschenko und das Hauptgebäude der Nationalen Medizinischen Oleksandr-Bohomolez-Universität.
Des Weiteren befinden sich zwei Grünanlagen, namentlich der Botanische Garten und der Schewtschenko-Park mit dem Taras-Schewtschenko-Denkmal an der Straße.